# 青梅町
青梅町（おうめまち）とは、神奈川県、東京府、東京都西多摩郡にかつて存在した町である。

## 概要
現在の青梅市は1951年に青梅町ほかの新設合併で誕生したもので、青梅町の区域は全て現在の青梅市に含まれるが、自治体としては本町とは別である。

## 地理
現在の青梅市の中央部に位置する。
- 河川：多摩川

## 歴史

### 村域の変遷
- 1889年（明治22年）4月1日 - 町村制の施行に伴い、青梅町、勝沼村、西分村、日向和田村が合併して神奈川県西多摩郡青梅町が発足。
- 1893年（明治26年）4月1日 - 東京府へ移管。
- 1943年（昭和18年）7月1日 - 東京都制施行。
- 1951年（昭和26年）4月1日 - 霞村、調布村との合併により青梅市が発足。同日青梅町廃止。

変遷表
| 1868年 以前 | 1868年 以前 | 明治5年 | 明治8年 | 明治22年 4月1日 | 昭和26年 4月1日 | 現在   |
| ----------- | ----------- | ------- | ------- | --------------- | --------------- | ------ |
|             | 青梅村      | 青梅村  | 青梅町  | 青梅町          | 青梅市          | 青梅市 |
|             | 乗願寺村    | 勝沼村  | 勝沼村  | 青梅町          | 青梅市          | 青梅市 |
|             | 西分村      |         |         | 青梅町          | 青梅市          | 青梅市 |
|             | 日向和田村  |         |         | 青梅町          | 青梅市          | 青梅市 |

## 大字
- 青梅（あおめ[1]/おうめ） - 以下は小字と現在の町名[2]
  - 天ヶ瀬（あまがせ）、田中（たなか）[3] - 天ヶ瀬町
  - 下裏宿（しもうらじゅく）、上裏宿（かみ - ） - 裏宿町
  - 大柳（おおやなぎ）[1] - 大柳町
  - 上町（かみまち/かみちょう）
  - 新宿（しんじゅく）[1] - 住江町（すみえちょう）
  - 滝ノ上（たきのうえ） - 滝ノ上町
  - 中町（なかまち）[1] - 仲町（なかちょう）
  - 下町（しもまち）[1] - 本町（ほんちょう）
  - 森下（もりした） - 森下町
- 勝沼（かつぬま）
- 西分（にしぶん）
- 日向和田（ひなたわだ）

## 行政
歴代町長
平岡久左衛門が2名あるが、父子の関係であり襲名に依る。
- 平岡久左衛門[5][6] 1889年6月 - 1890年4月[7]
- 山崎喜右衛門 1890年9月 - 1892年7月[7]
- 瀧上悦蔵[5][6] 1892年7月 - 1893年12月[7]
- 根岸善太郎[5] 1893年12月 - 1894年12月[7]
- 平岡磯三郎[5][6] 1895年3月 - 1896年2月[7]
- 野崎利兵衛 1896年3月 - 1897年5月[7]
- 小宮尚光 1897年6月 - 1902年10月[7]
- 岩村正盛 1902年11月 - 1905年3月[7]
- 小林萬右衛門[8] 1905年7月 - 1908年5月[7]
- 根岸太助[5][6] 1908年5月 - 1914年4月[7]
- 小林萬右衛門[8] 1914年4月 - 1925年3月[7]
- 根岸太助 1925年5月 - 1929年5月[7]
- 平岡久左衛門 1929年5月 - 1933年5月[7]
- 根岸太助 1933年5月 - 1936年1月[7]
- 濱中八重吉 1936年3月 - 1940年3月[7]
- 宇津木林蔵 1940年5月[7] -1946年11月[9]
- 野村正基 1947年4月 - 8月[9]
- 中村来内 1947年9月 - 1951年3月[9]

歴代助役
- 根岸善太郎 1889年6月 - 1889年11月[7]
- 野崎利兵衛 1890年2月 - 1890年12月[7]
- 川勝隈吉 1890年2月 - 1892年7月[7]
- 小澤彌左衛門 1891年3月 - 1897年4月[7]
- 根岸常太郎 1897年5月 - 1898年4月[7]
- 山崎貞八 1899年6月 - 1900年4月[7]
- 並木武三郎 1900年5月 - 1901年3月[7]
- 稲葉譽太郎 1901年7月 - 1902年6月[7]
- 橋本福次郎 1902年10月 - 1903年10月[7]
- 桑田濱二郎 1903年10月 - 1905年1月[7]
- 土方文助 1905年3月 - 1909年3月、1909年3月 - 1910年12月[7]
- 稲葉庫太 1911年5月 - 8月[7]
- 田邊榮吉 1912年4月 - 1924年4月[7]
- 稲葉庫太 1924年5月 - 1928年5月[7]
- 小澤秀蘭 1926年12月 - 1933年6月[7]
- 野崎利兵衛 1933年6月 - 1937年6月[7]
- 岩村盛彰 1937年11月[7] -1941年11月[9]
- 田邊榮吉 1942年2月 - 1947年4月[9]
- 大杉興次 同上[9]
- 榎本栄蔵 1947年5月 - 1951年3月[9]
- 久保田松治 同上[9]

## 経済

### 産業
商工業
商業が繁盛している。織物の生産地である。
商工業者について『日本商工営業録 明治31年9月刊（第1版）』によると、荒物酒油卸小売の海藤（三好屋）、小間物染草小売の海藤（三好屋）、金銭貸付業、質商の山崎（坂下）、旅人宿業の宇津木（坂上）、織物卸、金銭貸付業、質商の山崎、穀類、荒物卸小売の広瀬（和泉屋）、陶器小売、酒造の橋本（油屋）、呉服太物小売の根岸（升屋）、織物卸の平岡（二見屋）、太物荒物小売の小林（辰島屋）、酒類醤油の岡崎（近江屋）、穀類、炭卸小売、金銭貸付業、質商の小林（柳屋）、穀炭杉皮卸小売の稲葉、織物卸の瀧上・荒井、織物生糸書籍卸小売の根岸（駒屋）、呉服足袋卸小売の守谷（守屋）、菓子砂糖卸小売の川島、魚類乾物卸小売の広瀬、酒類醤油卸小売の中尾（中屋）、薬種砂糖紙類小売の岩田（榎屋）、穀類、荒物卸小売の根岸（十一屋）・河野（甲州屋）などがいた。
織物仲買商は1926年に出版された『武相のぞき』によると、平岡、瀧上、村山、諸井、小林、山崎、田中、中村、榎戸などがいた。機業家は榎戸、澤田、大鳥、製材建築は加藤などがいた。
青梅傘製造元の林、時計貴金属商の小峯、金物時計商・釜屋の田邊、製茶仲買商の岩田などがいた。
店舗・企業
会社では、青梅鉄道会社、浅野セメント会社採掘所所長・中村寅造、帝国電燈支社。銀行は青梅銀行、青梅商業銀行、多摩銀行がある。薬房は岸回春堂、薬須崎局。平岡綿糸店、榎戸綿糸店。金物釜屋本店。
農業
農業はほとんど其の影を見せず、農産物はほとんど川越地方、八王子方面よりの供給を仰いでいる。『大日本篤農家名鑑』によれば、青梅町の篤農家は小林、根岸、並木、黒田姓の人物がいた。『大日本蚕業家名鑑 正』によれば、青梅町の養蚕家は金丸、畑中、森田、新井、田中、島崎、野口、原島姓の人物がいた。
工場
- 武藤石灰製造工場 - 開業年月は1917年12月[14]。生産品目は生石灰[14]。代表者は武藤常吉[14]。

## 地域

### 人口
1917年の調査に因る同町の戸数は2257戸で、其の中工業が398戸、商業が600戸、農業は僅々200戸に足らない。他は皆官公吏、又は雑業である。
総数 [単位： 人]
| 1913年（大正2年）  | 5,850  |
| 1920年（大正9年）  | 7,960  |
| 1925年（大正14年） | 9,582  |
| 1930年（昭和5年）  | 10,675 |
| 1935年（昭和10年） | 11,148 |
| 1940年（昭和15年） | 11,293 |
| 1947年（昭和22年） | 15,187 |
| 1950年（昭和25年） | 15,301 |

### 世帯
総数 [単位： 世帯]
| 1913年（大正2年）  | 1,350 |
| 1920年（大正9年）  | 1,655 |
| 1925年（大正14年） | 1,860 |
| 1930年（昭和5年）  | 1,991 |
| 1935年（昭和10年） | 2,103 |
| 1940年（昭和15年） | 2,190 |

## 交通

### 鉄道
- 日本国有鉄道（ → 東日本旅客鉄道）
  - ■青梅線
    - 東青梅駅 - 青梅駅 - 宮ノ平駅 - 日向和田駅

### 道路
- 青梅街道
- 滝山街道

## 出身人物
- 津雲国利（政治家） - 衆議院議員。拓務政務次官。
- 平岡久左衛門（織物販売業、赤十字社正社員、政治家）[6] - 町会議員。町長。
- 平岡久左衛門（実業家、政治家） - 平岡商店社長。青梅銀行頭取。町長。
- 平岡貞一（軍人） - 海軍少将。
- 小林天淵（画家）
- 根岸典則（詩人）
- 根岸凉宇（俳人）